# Bartłomiej Szyprowski
Bartłomiej Paweł Szyprowski (ur. 15 października 1970 we Wrocławiu) – doktor nauk humanistycznych, polski prawnik, historyk, publicysta. 

## Życiorys
Uczył się w Szkole Podstawowej nr 3, następnie w I Liceum Ogólnokształcącym w Bełchatowie. W 1990 podjął studia na Wydziale Prawa i Administracji Uniwersytetu im. Marii Curie Skłodowskiej w Lublinie. W 1995 obronił pracę magisterską pt. „Sądowa kontrola postępowania przygotowawczego”. Po aplikacji prokuratorskiej zdał w 2000 egzamin, od 2001 pracuje w wymiarze sprawiedliwości. 
W 2014 uzyskał stopień doktora nauk humanistycznych w dziedzinie historii na Uniwersytecie Kardynała Stefana Wyszyńskiego w Warszawie.

## Publikacje
Autor wielu publikacji prawniczych, historycznych oraz historyczno – prawniczych, m.in.:

### Monografie
- Z moich kości i z mojej krwi powstanie prawdziwy Polak…”. II Inspektorat Zamojski Armii Krajowej  (marzec 1948 - grudzień 1954 r.), wyd IPN Warszawa 2021
- Sąd Kapturowy przy Komendzie Głównej Związku Walki Zbrojnej w Warszawie (sierpień 1940 r. - listopad 1941 r.). Podziemie w walce ze zdrajcami Rzeczypospolitej, Księgarnia Historyczna, Warszawa 2016
- Czechosłowackie grupy SOE i zamach na Heydricha HHhH, Księgarnia Historyczna Warszawa 2020
- Zlikwidować! Agenci Gestapo i NKWD w szeregach polskiego podziemia, Wydawnictwo „Znak”, Kraków 2022 (współautor z Wojciechem Königsbergiem)

### Recenzje
- Recenzja książki M. Roszkowskiego, Kazimierz Leski „Bradl”. Życie dobrze spełnione, „Glaukopis” 2015, nr 32
- Recenzja książki G. Motyki, Na białych Polaków obława. Wojska NKWD w walce z polskim podziemiem 1944-1953, „Glaukopis” 2015, nr 32
- Recenzja książki Elity komunistyczne w Polsce (red. M. Szumiało, M. Żukowski), „Glaukopis” 2016, nr 34
- Recenzja książki A. Dziubka „Niezłomni z oddziału „Sosienki”. Armia Krajowa wokół KL Auschwitz. Nowe spojrzenie, „Przegląd Historyczno-Wojskowy” 2018, nr 3-4
- O konieczności weryfikacji źródeł historycznych. Recenzja książki Kacpra Śledzińskiego - "Cichociemni. Elita polskiej dywersji", Kraków 2022, „Glaukopis” nr 40/2023

### Ważniejsze artykuły
- Kradzież pieniędzy cichociemnych z placówki „Pole” pod Wyszkowem. Wyrok Wojskowego Sądu Specjalnego na Władysława Wysockiego, „Rocznik Wołomiński” Tom VII, Wołomin 2011
- Porucznik cc Witold Strumpf „Sud” przed sądem podziemia, „Przegląd Historyczno-Wojskowy” 2012, nr 2
- Podstawy prawne i działanie sądownictwa Komendy Głównej ZWZ/AK, „Wojskowy Przegląd Prawniczy” 2012, nr 3
- Cichociemny „Mamka” przed Wojskowym Sądem Specjalnym Komendy Głównej AK, „Przegląd Historyczno-Wojskowy” 2013, nr 3
- Sprawa karna ppłk Emila Macielińskiego przed Sądem Kapturowym KG ZWZ (cz. 1), „Wojskowy Przegląd Prawniczy” 2013, nr 4
- Sprawa karna ppłk Emila Macielińskiego przed Sądem Kapturowym KG ZWZ (cz. 2), „Wojskowy Przegląd Prawniczy” 2014, nr 1
- Ze wszech miar żołnierz. Przypadek przejścia do NSZ cc Leonarda Zub-Zdanowicza „Dora”, „Zęba” „Inne Oblicza Historii, Wiedza i życie” 2014, nr 3
- Podziemna Temida w walce z przestępstwami pospolitymi. Sprawa karna Edwarda Goli i por. Edwarda Metzgera przed Sądem Kapturowym przy KG ZWZ, „Wojskowy Przegląd Prawniczy” 2014, nr 4
- Sprawa kradzieży pieniędzy cichociemnych z placówki „Trawa” i rozwiązanie jej przez podziemny wymiar sprawiedliwości, „Przegląd Historyczno-Wojskowy”  2015, nr 1
- Proces kierownictwa II Inspektoratu Zamojskiego Armii Krajowej przed Wojskowym Sądem Rejonowym w Lublinie. Cz. I, Geneza organizacji i aresztowanie, „Wojskowy Przegląd Prawniczy” 2016, nr 3
- Proces kierownictwa II Inspektoratu Zamojskiego Armii Krajowej przed Wojskowym Sądem Rejonowym w Lublinie. Cz. II, „Wojskowy Przegląd Prawniczy” 2016, nr 4
- Powstanie i działalność likwidacyjna kontrwywiadu Armii Krajowej w Warszawie, „Biuletyn Informacyjny Światowego Związku Żołnierzy Armii Krajowej” 2016, nr 9
- Kradzież pieniędzy zrzutowych z placówki „Kopyto”. Sprawa karna pchor. Tadeusza Szatkowskiego „Groma” przed Wojskowym Sądem Specjalnym Komendy Głównej Armii Krajowej, „Dzieje Najnowsze” 2018, nr 2
- Wojskowy wymiar sprawiedliwości Armii Krajowej w Warszawie w czasie okupacji niemieckiej, w: Porządek publiczny i bezpieczeństwo w okupacyjnej Warszawie, red. R. Spałek, Instytut Pamięci Narodowej, Warszawa 2018
- Kontrwywiad i sądownictwo Narodowych Sił Zbrojnych, w: Wywiadowcza i kontrwywiadowcza działalność podziemia narodowego przeciwko Niemcom i komunistom w latach 1940-1945, red. W. Muszyński, Agencja Bezpieczeństwa Wewnętrznego Warszawa 2019
- Próba infiltracji Komendy Głównej ZWZ i gen. Stefana Roweckiego ps. „Kalina” podjęta przez NKWD z wykorzystaniem struktury ZWZ we Lwowie w latach 1940-1941, w: Generał Stefan Rowecki „Grot” tropiony dowódca podziemnej armii, A. Przyborowska, Agencja Bezpieczeństwa Wewnętrznego, Warszawa 2019
- Awanturnik, ale w dodatnim znaczeniu. Wojenne losy por. cc Zbigniewa Piaseckiego „Orlika”, w: Glaukopis 2024 nr 41, s. 225-277, ISSN 1730-3419

### Udział w filmach
- „A karą będzie śmierć”, reż. Marcin Szumowski, Polsat, 2013
- „Wyklęci-Niepokonani Lubelszczyzny. Jan Leonowicz „Burta”, reż. Bogna Bender-Motyka, TVP 3 Lublin, 2016
- Wszystko dla Polski – II Inspektorat Zamojski AK”, reż. Magdalena Kołodziejczyk, Rafał Kołodziejczyk, 2018
- Śladami zbrodni i walki 1944-1956” odcinek „Procesy pokazowe”, reż. Elżbieta Szumiec, TVP Historia, 2018
- „Kapitulna, róg ul. Miodowej”, reż. Tomasz Kamiński, TVP Historia, 2019
- „Kobos – ocalić od zapomnienia” , reż. Magdalena Kołodziejczyk i Rafał Kołodziejczyk, 2021

## Nagrody i wyróżnienia
- Nagroda im. Oskara Haleckiego w kategorii "Najlepsza książka naukowa poświęcona dziejom Polski i Polaków w XX wieku", w 9. edycji konkursu „Książka Historyczna Roku” za książkę „Sąd Kapturowy przy Komendzie Głównej Związku Walki Zbrojnej w Warszawie (sierpień 1940 r.- listopad 1941 r.). Podziemie w walce ze zdrajcami Rzeczypospolitej” - 2016[2]
- Medal „Opiekun Miejsc Pamięci Narodowej” Ministra Kultury, Dziedzictwa Narodowego i Sportu - 2021
- Odznaka Zasługi dla Światowego Związku Żołnierzy Armii Krajowej Okręgu Zamość - 2021
- Nagroda im. Oskara Haleckiego, w głosowaniu czytelników w kategorii „Najlepsza książka popularnonaukowa poświęcona historii Polski w XX wieku” w 14. edycji konkursu „Książka Historyczna Roku”, za książkę „Zlikwidować! Agenci Gestapo i NKWD w szeregach polskiego podziemia” (współautor Wojciech Königsberg) - 2023[3]